# Bombardeio de trem em Chennai em 2014
O bombardeio de trem em Chennai em 2014 é a explosão de duas bombas de baixa intensidade nas primeiras horas de 1º de maio de 2014 em um trem com destino a Guwahati, e vindo de Bangalore, quando chegava à estação ferroviária central de Chennai, matando uma passageira e ferindo pelo menos mais catorze pessoas.

## Ataque
O trem com destino a Guwahati, vindo de Bangalore, Guwahati-Bangalore Express, estava programado para chegar a Chennai por volta das 5:30 da manhã (IST), mas chegara tarde por volta das 7:05 da manhã (IST). Enquanto o trem estava estacionado na Plataforma 9 da estação ferroviária, duas bombas explodiram no cruzamento dos vagões S4 e S5 às 7h15 (IST). Ao ouvir a explosão, passageiros em pânico saíram correndo do trem. Uma das bombas explodiu sob o assento de uma mulher de 24 anos, identificada como Swathi Parachuri, empregada nos serviços de consultoria da Tata em Bangalore. Parachuri, a única pessoa morta no ataque, estava viajando para sua cidade natal, Guntur, em Andhra Pradesh. Dos quatorze passageiros feridos, cinco foram internados em estado grave no Hospital Geral Rajiv Gandhi.

## Consequências

### Investigação
Foi solicitada uma investigação por uma Equipe Especial de Investigação (SIT). Uma equipe da Agência Nacional de Investigação foi enviada a Chennai para ajudar no caso. O ministro-chefe do Tamil Nadu, Jayalalithaa, ordenou a utilização de uma sonda CB-CID para evitar  explosões.
A investigação inicial revelou que as bombas poderiam ter sido plantadas no trem cinco a seis horas antes de explodir. Além disso, os dispositivos usados na bomba foram considerados semelhantes aos usados no atentado de Patna que ocorreu seis meses antes.

### Medidas de segurança
Imediatamente após as explosões, a segurança foi reforçada nas principais áreas movimentadas do estado. Os alertas foram emitidos no estado vizinho de Andhra Pradesh, com a polícia verificando todas as principais estações ferroviárias do estado. Além disso, um alerta vermelho de alta segurança foi declarado na capital Délhi.